# Hermannia gerardii
Hermannia gerardii är en malvaväxtart som beskrevs av William Henry Harvey. Hermannia gerardii ingår i släktet Hermannia och familjen malvaväxter. Inga underarter finns listade i Catalogue of Life.